# 3-й Неопалимовский переулок
3-й Неопали́мовский переу́лок — улица в центре Москвы в Хамовниках между улицей Бурденко и 1‑м Неопалимовским переулком. Здесь расположено посольство Саудовской Аравии.

## Происхождение названия
В начале XIX века назывался Тёплым (по наличию бани). Современное название — по церкви, освященной в честь иконы Божией Матери, называемой Неопалимая купина (построена в 1680 году, разрушена в 1930 году).

## Описание
3-й Неопалимовский переулок начинается от улицы Бурденко, проходит на север параллельно Смоленскому бульвару, заканчивается на 1-м Неопалимовском.

## Здания и сооружения
По нечётной стороне:
- № 1/8 . Доходный дом А.А. Дмитриевой, 1913
- № 3 — посольство Королевства Саудовская Аравия;
- № 13, стр. 1. Доходный дом Н.Л. Баумгартена, 1909

По чётной стороне: